# 線西堡
線西堡，是台灣中部自清治時期至日治初期的一個行政區劃，其範圍包括今彰化縣的伸港鄉、線西鄉及和美鎮西部。
線西堡西邊瀕台灣海峽，北邊為大肚下堡，東邊為線東堡、南邊為馬芝堡。

## 管轄街庄
線西堡共轄15個庄：
- 今和美鎮境內：塗厝厝庄、和美線庄、頭前藔庄、月眉庄、七張犁庄、蕃雅溝庄、大霞佃庄
- 今線西鄉境內：十五張犁庄、頂犁庄、下犁庄、下見口庄
- 今伸港鄉境內：埤仔墘庄、溪底庄、新港庄、泉州厝庄